# إيفان أوتشوا
إيفان أوتشوا (بالإسبانية: Iván Ochoa)‏ هو لاعب كرة قاعدة فنزويلي، ولد في 16 ديسمبر 1982 في غواكارا ‏ في فنزويلا.

## وصلات خارجية
- إيفان أوتشوا على موقع دوري كرة القاعدة الرئيسي (الإنجليزية)
- إيفان أوتشوا على موقعبيزبول رفرنس.كوم (الدوري الرئيسي) (الإنجليزية)
- إيفان أوتشوا على موقعبيزبول رفرنس.كوم (الدوري الثانوي) (الإنجليزية)
- إيفان أوتشوا على موقع إي إس بي إن.كوم (أم.أل.بي) (الإنجليزية)
- إيفان أوتشوا على موقع مشجعي الرسوم البيانية (الإنجليزية)